# Mai Ngọc Đỉnh
Mai Ngọc Đỉnh (chữ Hán: 枚玉鼎; 1463 - 21 tháng 12, 1526), còn gọi là Từ Trinh Liêm Hoàng hậu (慈貞廉皇后), một phi tần của hoàng đế Lê Hiến Tông, sinh mẫu của An vương Lê Tuân.

## Tiểu sử
Mai Ngọc Đỉnh người xã Biện Hạ, huyện Vĩnh Phúc. Cha bà tên là Mai Lũng (枚壠), người rất nghèo, sống bằng nghề buôn bán. Mẹ là Nguyễn Thị Tuyên (阮氏宣), người xã Đa Lộc, huyện Yên Định. Một hôm cha bà nằm mộng thấy bà Nguyễn thị ôm mặt trăng sáng đi vào phòng, bèn cho đó là điềm phúc, tất sẽ sinh ra con gái quý. Tháng 6, năm Quý Mùi (1463), bà được sinh ra, được đặt tên là Ngọc Đỉnh (玉鼎).
Khi lớn lên, bà nổi tiếng xinh đẹp, thông minh, người ở các làng xung quanh đều muốn cầu hôn nhưng bà đều từ chối. Năm 14 tuổi, bà đến Đông Kinh, vào cung hầu hạ cho một cung phi họ Cao (高氏), được yêu tương như con.
Năm Hồng Đức thứ 10 (1479), bà được bà Cao phi dâng lên cho Đông cung, hầu hạ Thái tử (tức Lê Hiến Tông). Rất được Thái tử sủng ái, không lâu sau sinh ra con trai trưởng là Lê Tuân (黎洵). Tuân tính người thông minh, học rộng, nhưng lại nóng tính, thích cãi lời, có lần định dùng thuốc độc hại bà, Hiến Tông nghe đến thì tỏ ra giận dữ. Từ đấy Lê Tuân không được Hiến Tông thích nữa.
Năm Hồng Đức thứ 19 (1497), Hiến Tông kế vị, phong bà làm Chiêu nghi, bậc cung phi thứ 2, bên cạnh chính cung là Trang Thuận Hoàng hậu và Nguyễn Kính phi, Lê Tuân được phong làm An vương (安王). Bấy giờ tuy là con trưởng nhưng Tuân không được Hiến Tông chọn làm Thái tử, mà là Lê Thuần (黎㵮), con của Trang Thuận hoàng hậu.
Năm Cảnh Thống thứ 7 (1504), Hiến Tông băng, trong triều có tranh cãi về chuyện kế vị. Bấy giờ bà Cao phi muốn An vương Tuân lên kế vị, Nguyễn Kính phi lại muốn lập Lê Tuấn (黎晭), bọn đại thần bấy giờ là Đàm Văn Lễ, Nguyễn Quang Bật tuân theo di chiếu, vẫn đưa Thái tử Lê Thuần kế vị, tức Lê Túc Tông. Túc Tông kế vị không bao lâu thì qua đời, Huy Gia Thái hoàng thái hậu bấy giờ định chọn Lã Côi vương, nhưng Nguyễn Kính phi dùng mưu lừa Thái hậu, lập Lê Tuấn, tức Lê Uy Mục.
Năm Đoan Khánh nguyên niên (1505), Uy Mục Đế giết hại Thái hoàng thái hậu trong cung, lại nghi kỵ tôn thất, truy xét tất cả. An vương Tuân cùng Mai Chiêu nghi tự biết ẩn mình, suốt thời gian Uy Mục Đế truy lùng tôn thất không bị nghi kỵ. Đến khi Lê Tương Dực dấy binh, phế bỏ Uy Mục Đế, sự tình mới được yên.
Ngày 21 tháng 12, năm Thống Nguyên thứ 5 (1526), Mai Chiêu nghi qua đời, thọ 63 tuổi, được tặng làm Từ Trinh Liêm Hoàng hậu (慈貞廉皇后).